# ۱۱۶۵ (میلادی)
۱۱۶۵ (میلادی) هزار و صد و شصت و پنجمین سال تقویم میلادی است.

## زادگان
- ۲۸ ژوئیه - ابن عربی صوفی اندلسی
- ۲۱ اوت - فیلیپ دوم، پادشاه فرانسه
- هاینریش ششم، امپراتور امپراتوری مقدس روم
- ابن عربی[۱]

‎